# 武田山
武田山（たけだやま）は、広島県広島市安佐南区にある標高410.5mの山である。名称はこの山に築城された銀山城を居城としていた安芸武田氏に由来する。

## 概要

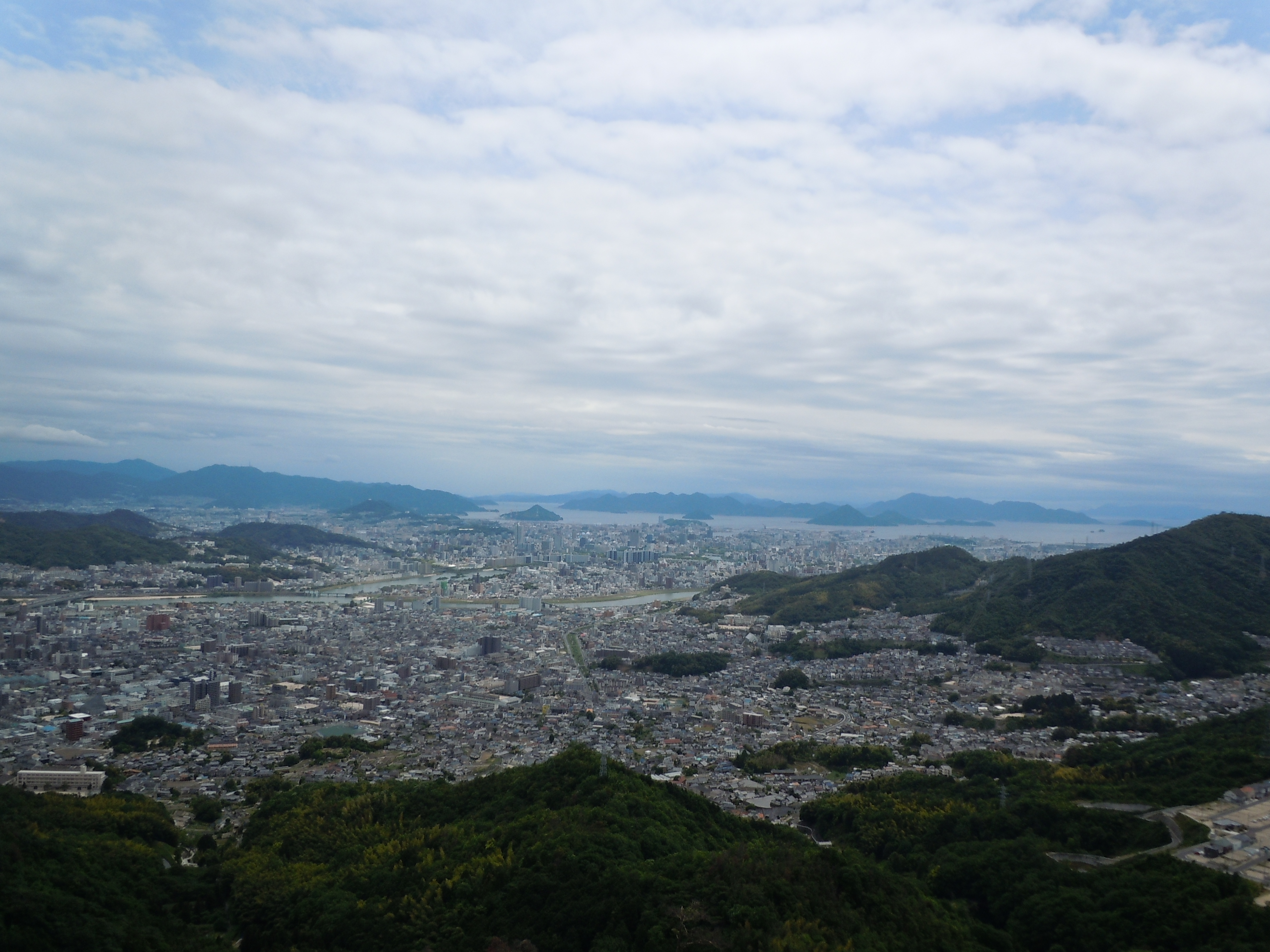
武田山から望む祇園地区・広島市街・広島湾

山頂には銀山城址が存在し、安芸国の守護であった安芸武田氏が居城としていた。武田山周辺は、毛利氏が広島に城下町を築くまで安芸国の政治や経済の中心地として繁栄した。
南方が開けており、広島市街地や瀬戸内海の島々を一望できる。

## 登山・交通
登山道は中国自然歩道に指定されている。登山口は大町駅から10分、下祗園駅から50分ほどの位置にある。登山口には広島経済大学と広島県立祇園北高等学校が所在する。北東部に山陽自動車道の武田山トンネルが貫いている。

## 市民活動
- 2003年（平成15年）10月に地元団体や森林関係のボランティアなどが協力して、武田山をよみがえらせる「プロジェクト武田山」を立ち上げた[3]。
- 2005年（平成17年）３月、武田山の史跡の保全や郷土史研究などのために戦前に結成され、休止状態になっていた「武田山・火山史蹟保勝会」が活動を再開した。
- 山頂までの登山コースの清掃活動